# 파멸의 왕국
파멸의 왕국(はめつのおうこく, The Kingdoms of Ruin)은 요루하시가 글을 쓰고 그림을 그린 일본 만화 시리즈이다. 2019년 4월부터 맥 가든의 월간 코믹 가든 잡지에서 연재를 시작했다. 요코하마 애니메이션 연구소에서 제작한 TV 애니메이션 시리즈로 2023년 10월부터 12월까지 방영되었다.

## 구성
오랫동안 인간과 마녀는 사람들을 돕기 위해 마법을 사용하여 마녀와 동맹을 맺었다. 그러나 인간이 결국 마법을 능가하는 과학을 개발하자 레디아 제국은 갑자기 마녀를 쓸모없다고 선언하고 근절 명령을 내린다. 마녀 클로이는 인간 고아 아도니스를 키우고 그에게 자신의 기술을 가르쳤다. 그녀가 붙잡혀 처형되자 아도니스는 인류에 대한 복수를 맹세한다.